# 学習帳

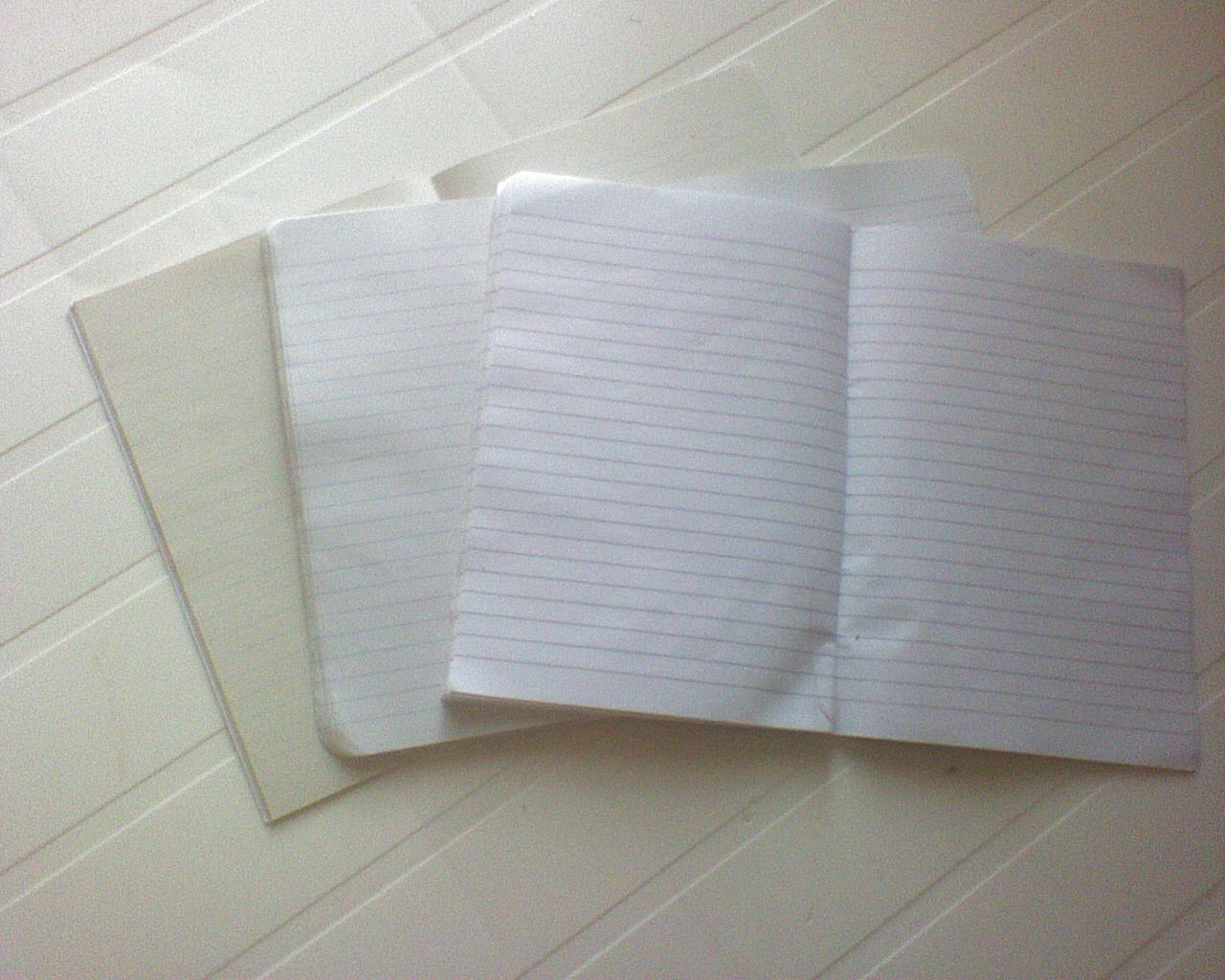
学習帳

学習帳（がくしゅうちょう）は、主に小学生・中学生が学習に利用するノートブックまたは問題集である。学習ノート（がくしゅうノート）ともいう。大きさは主としてB5サイズで、開き方向は製品種類によって異なる。
表紙には美しい写真やキャラクターイラストを大きく配置している。光沢処理が施されており、各人の名前の記入には油性のサインペンやマジックインキを用いる。鉛筆でも記入できるようにと、記入欄のみ異なる表面処理とした製品も多い。
巻頭・巻末にはコラムやクイズなどを掲載し、学生の学習に対する興味・関心を高めるようにしている。
環境問題に配慮し、古紙利用率を高めた製品が多い。ベルマーク運動やグリーンマーク運動への協賛も盛んである。

## 種類

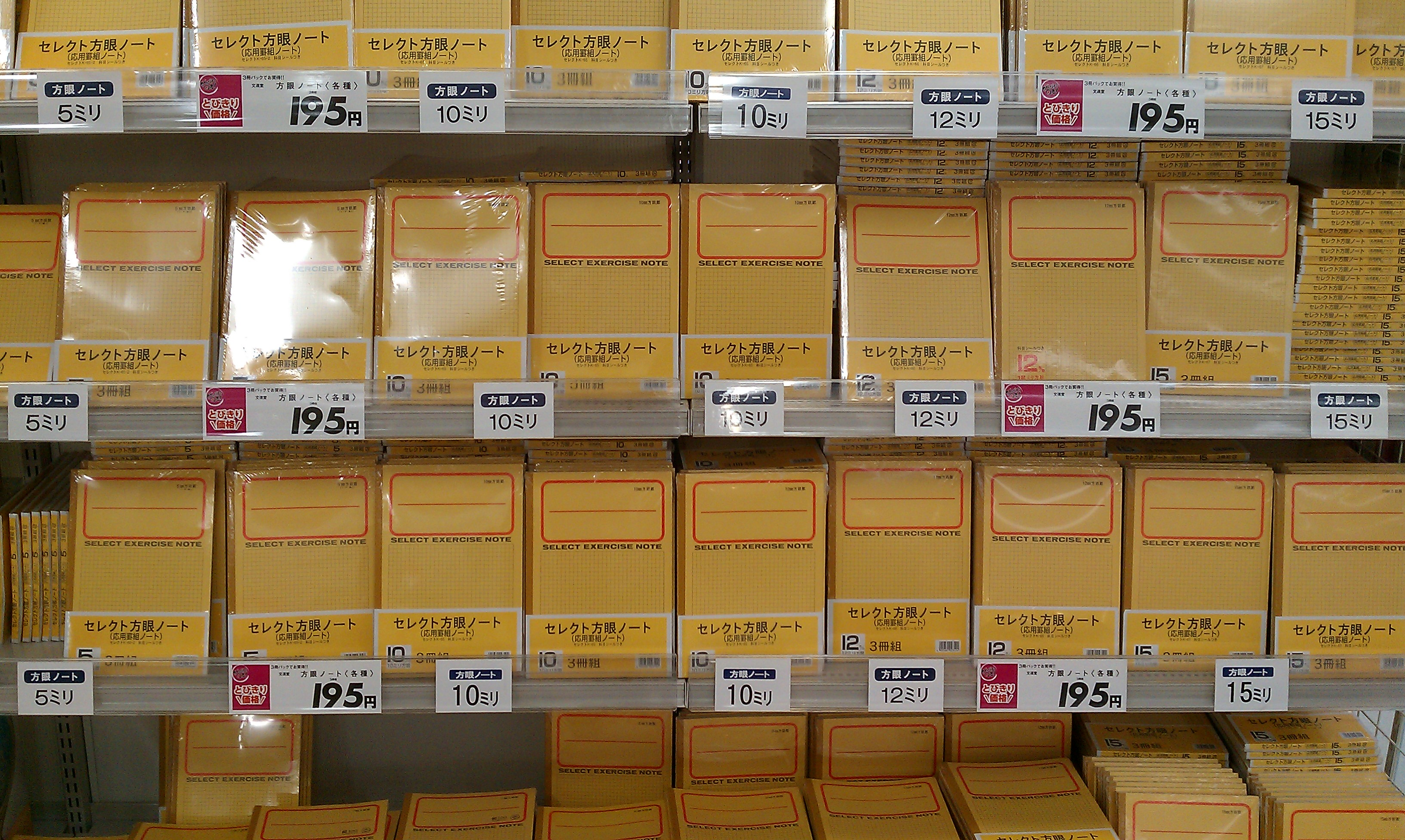
セレクト方眼ノート（黄表紙ノート）

### 教科ごとの学習帳
学習帳は各教科ごとに用意されている。
国語用
日本の学校教育において一般的に用いられている国語（日本語）の教科書は縦書きであり、それに合わせて国語用学習帳も縦罫線が引かれている。
小学校低学年向けとしては文字を書けるようになるということも学習上の目標であるため、マス目としたもの、行中心に点線を引いたものも用いられる。
英語用
英語用学習帳では4本の横罫線を一組とした行を設けている。

### その他の学習帳
自由帳
ページに罫線を引いていない、白無地の学習帳。スケッチや落書きに用いられる。
漢字練習帳
漢字学習に特化した学習帳。漢字を繰り返し書かせることで漢字を正確に記憶させる。
1ページあたり100～200文字程度のマス目を設けられている。さらにマス目の左右には狭いながらも行が1行設けられており、この行にふりがなをふったりする。
スケッチブック
何枚かの画用紙を針金でつづったもの。美術の学習で用いられる。
連絡帳
明日の時間割（予定）を記入する。日記をつける欄も設けられている場合があり、毎日日記をつけ、学級担任への提出を義務づける場合もある。
疾病などを理由に欠席する場合はその旨を連絡帳に記入し、始業前までに学校に届け、終業後に明日の時間割や、学級担任や同級生などによる何かしらのメッセージなどを記入し返却する。連絡帳の送り届けは近所に住む学友に依頼する場合が多い。なお、緊急で連絡帳に記入する時間がない場合は直接学校に保護者が電話して事情を連絡しても大丈夫なこともある。
長期休みの学習帳
夏休み・冬休み・春休みといった長期休みにおける学力の維持を目的とした問題集。
応用罫黄表紙（黄表紙ノート）
文運堂によって開発され、どんな教科にも応用でき、左聞き・右聞き・縦書き・横書きどの向きでも使用可能なノート。
現在では、文運堂の「セレクト」・日本ノートの「エクササイズ」・新日本カレンダー（旧:中部ノート）の「ハーモニーセレクト」が製造・販売されている。

## 製品
- ジャポニカ学習帳 - ショウワノート
- パリオノート - オキナ
- トーカイグラフィック学習帳 - アピカ
- かんがえる学習帳 - キョクトウ・アソシエイツ
- セレクト学習帳・白文帳 - 文運堂
- サクラ学習帳 - サクラクレパス
- ハーモニー学習帳 - 新日本カレンダー（旧:中部ノート）
- USワールド学習帳 - ウエダ商事
- 神戸ノート - 関西ノート

廃業や生産終了した学習帳のブランド
- ジャンプ学習帳 - クロワシ紙製品株式会社[1]
- マルエス学習帳 - 株式会社マルエス製造
- アピカ学習帳 - アピカ
- ジュニア・エポカ学習帳 - 極東ノート
- トーカイ学習帳（トーカイグラフィック学習帳） - 東海紙製品株式会社
- コーアノート - 興亜製紙製品工業

他